# Израильско-тоголезские отношения
Израильско-тоголезские отношения — настоящие и исторические двусторонние дипломатические и иные отношения между Того и Израилем.
Того является одним из самых больших сторонников Израиля в западной Африке. Того — небольшая африканская страна, которая не получает многомиллиардных инвестиций из Саудовской Аравии или Катара, а мусульманское население в ней невелико и мало активно. Поэтому Того стремится сблизиться с еврейским государством и сотрудничать с ним.

## История
Дипломатические отношения были разорваны в 1973 году после участия Израиля в Войне Судного дня. Того восстановил отношения с Израилем в 1987 году после нормализации отношений с Египтом и подписания мирного договора.
Летом 1987 года Того посетил израильский премьер Ицхак Шамир. В аэропорту Ломе его встречали толпы людей, а дети пели песни на иврите и кричали «Шалом, Шамир!». Глава правительства встретился с тоголезским президентом Гнассингбе Эйадема, а сопровождающие его в поездке израильские бизнесмены изучали возможности инвестиций в африканскую страну. Визит Шамира в Того и восстановление дип. отношений с этой и другими африканскими странами был назван «прорывом израильской дипломатии».
Сообщается, что контакты между Того и Израилем существовали до восстановления дипломатических отношений. Так, в сентябре 1986 года на президента Эйадему было совершено покушение с целью государственного переворота. Тогда погибли 13 человек, но глава государства выжил. Через месяц после этих событий в Того прилетел Бенад Авиталь, директор африканского отдела МИД Израиля. Предполагалось, что обсуждались возможности обучения и тренировки президентских гвардейцев в еврейском государстве.
Израиль обучал сотрудников тоголезских спецслужб, занимающихся охраной первых лиц государства.
В мае 2009 года Израиль и Того подписали «пакт о сотрудничестве в экономике, сельском хозяйстве и образовании».
В 2012 году президент Того Фор Гнассингбе посетил Израиль с четырёхдневным визитом. Он встретился с президентом Пересом, а также посадил дерево в Роще Наций в иерусалимском лесу. Президент Гнассингбе заявил, что «он горд быть другом Израиля».
В сентябре 2015 года Того наряду с Бурунди, Кенией и Руандой и другими африканскими странами поддержал Израиль на ключевом голосовании в Международном агентстве по атомной энергии.
В августе 2016 году президент Того Фор Гнассингбе посетил Израиль с государственным визитом. Он встретился со своим израильским коллегой Рувеном Ривлином и обсудил с ним вопросы сотрудничества между двумя странами. Гнассингбе также встретился с премьером Нетаньяху, который поблагодарил тоголезского лидера за поддержку, оказываемую его страной на голосованиях в различных международных организациях.
В январе 2017 года Израиль посетил Robert Dussey, министр иностранных дел Того. Он встретился в Иерусалиме с премьером Нетаньяху. Dussey пригласил израильского лидера посетить Того и принять участие в африкано-израильском саммите в сферах хай-тек, коммуникации, сельском хозяйстве и безопасности, который должен пройти в октябре 2017 года. В саммите также примет участие организация МАШАВ, кроме того, в Ломе пройдет торговая ярмарка.
7 августа 2017 года президент Того Фор Гнассингбе прибыл в Израиль и встретился в Иерусалиме с премьером Нетаньяху. Стороны обсудили саммит Африка-Израиль, который должен был пройти в конце октября в Ломе, столице Того. Израильский премьер должен был быть единственным лидером неафриканской страны, который произнесёт речь на саммите. Однако, в сентябре этого же года президент Гнассингбе обратился с просьбой к главе израильского правительства о переносе даты саммита на более поздний срок «в связи с необходимостью как следует подготовиться». По сообщениям СМИ Биньямин Нетаньяху удовлетворил эту просьбу. В конце ноября 2017 года Нетаньяху посетил Кению по случаю инаугурации президента Ухуру Кениата, где встретился с президентом Замбии Эдгаром Лунгу и попросил его принять саммит Африка-Израиль, который должен был состояться в Того. Лунгу ответил согласием.